# سوپربند
سوپربند (کره‌ای: 슈퍼밴드؛ انگلیسی: Superband) یک نمایش استعدادیابی تولید شده توسط جی‌تی‌بی‌سی در سال ۲۰۱۹ است. در این برنامه از موسیقی‌دانان مستقل دعوت شد تا اجرا کنند و در نهایت یک «سوپربند» تشکیل دهند و با یکدیگر رقابت کنند. گروه برنده جایزه ۱۰۰ میلیون وونی و فرصت اجرای کنسرت تور دریافت می‌کند.
میانگین آمار بینندگان حدود ۳٪ بود و این برنامه هم بازخوردهای مثبت و هم منفی دریافت کرد. کانسپت و تنوع ژانری آن مورد تحسین قرار گرفت درحالی‌که رسانه‌ها از کمبود شرکت کنندگان زن در این برنامه انتقاد کردند. شامل بودن بینندگان در فرایند تصمیم‌گیری تنها در پایان این برنامه نیز انتقاداتی را به همراه داشت.
علاوه بر گروه برنده، گروه‌های در جایگاه دوم، سوم، پنجم و ششم نیز با کمپانی‌های مختلف قرارداد امضا کردند.